# Pásztori
Pásztori [pástori] je obec v Maďarsku v župě Győr-Moson-Sopron, spadající pod okres Csorna. Nachází se asi 7 km jihozápadně od Csorny, 22 km severozápadně od Tétu a asi 40 km jihozápadně od Győru. V roce 2015 zde žilo 378 obyvatel. Dle údajů z roku 2011 tvoří 78,4 % obyvatelstva Maďaři a 21,6 % obyvatel se ke své národnosti nevyjádřilo.
Obec byla poprvé písemně zmíněna v roce 1338 pod názvem Paztur. Nachází se zde katolický kostel svatého Mikuláše. Obcí prochází vedlejší silnice 8423, která ji spojuje se sousedními obcemi Rábapordány a Szilsárkány. Severozápadně od obce prochází dálnice M86.
Pásztori je druhou nejvíce zasaženou obcí pandemií covidu-19 – bylo zde zaznamenáno celkem 116 případů, což znamená, že nákaza byla potvrzena u 28,5 % obyvatelstva vesnice. Větší podíl nakažených je pouze ve vesnici Nemeskisfalud na jihozápadě Maďarska.

## Sousední obce
| Růžice kompasu |             | Csorna |             | Růžice kompasu |
| Růžice kompasu |             | Sever  | Rábapordány | Růžice kompasu |
| Růžice kompasu | Pásztori    |        | Rábapordány | Růžice kompasu |
| Růžice kompasu | Jih         |        | Rábapordány | Růžice kompasu |
| Růžice kompasu | Szilsárkány |        |             | Růžice kompasu |